# Lok-Sabha-Wahlkreis Bangalore Rural
Der Lok-Sabha-Wahlkreis Bangalore Rural ist ein Wahlkreis bei den Wahlen zur Lok Sabha, dem Unterhaus des indischen Parlaments. Er liegt im Bundesstaat Karnataka und umfasst ein Gebiet im Umland der Metropole Bangalore, namentlich den gesamten Distrikt Ramanagara sowie kleinere Teile der Distrikte Bengaluru Urban und Tumakuru.
Bei der letzten Wahl waren 2.190.397 Einwohner wahlberechtigt.

## Letzte Wahl
Die Wahl zur Lok Sabha 2014 hatte folgendes Ergebnis:
| Kandidat              | Partei                | Stimmen |
| --------------------- | --------------------- | ------- |
| D. K. Suresh          | INC                   | 44,8 %  |
| P. Muniraju Gowda     | BJP                   | 28,9 %  |
| R. Prabhakara Reddy   | JD(S)                 | 21,8 %  |
| Ravi Krishna Reddy    | AAP                   | 1,2 %   |
| Sonstige              | Sonstige              | 2,6 %   |
| Keiner der Kandidaten | Keiner der Kandidaten | 0,7 %   |

## Nachwahl 2013
Nachdem der bisherige Abgeordnete H. D. Kumaraswamy zurückgetreten war, um ein Abgeordnetenmandat im Bundesstaatsparlament Karnatakas wahrzunehmen, fand am 21. August 2013 eine Nachwahl statt. Sie hatte folgendes Ergebnis:
| Kandidat           | Partei   | Stimmen |
| ------------------ | -------- | ------- |
| D. K. Suresh       | INC      | 54,9 %  |
| Anitha Kumaraswamy | JD(S)    | 41,9 %  |
| Sonstige           | Sonstige | 3,2 %   |

## Wahl 2009
Die Wahl zur Lok Sabha 2009 hatte folgendes Ergebnis:
| Kandidat              | Partei   | Stimmen |
| --------------------- | -------- | ------- |
| H. D. Kumaraswamy     | JD(S)    | 44,7 %  |
| C. P. Yogeeshwara     | BJP      | 32,9 %  |
| Tejaswini Gowda       | INC      | 17,5 %  |
| Mohammed Hafeez Ullah | BSP      | 1,2 %   |
| Sonstige              | Sonstige | 3,7 %   |

## Wahlkreisgeschichte
Der Wahlkreis Bangalore Rural besteht seit der Lok-Sabha-Wahl 2009. Vorgängerwahlkreis war der Wahlkreis Kanakapura. Nachdem seit 1976 keine Neuordnung der Wahlkreise stattgefunden hatte, war dieser Kanakapura durch den starken Anstieg der Einwohnerzahl im Umland Bangalores disproportional gewachsen. Bei der Neuordnung der Wahlkreise im Vorfeld der Wahl 2009 entstand daher aus dem verkleinerten Wahlkreis Kanakapura und einem kleineren Teil des Wahlkreises Tumkur der neue Wahlkreis Bangalore Rural.